# Distrikt Paico
Der Distrikt Paico liegt in der Provinz Sucre in der Region Ayacucho in Südzentral-Peru. Der Distrikt entstand in den Gründungsjahren der Republik Peru. Er besitzt eine Fläche von 79,3 km². Beim Zensus 2017 wurden 583 Einwohner gezählt. Im Jahr 1993 lag die Einwohnerzahl bei 1076, im Jahr 2007 bei 953 Sitz der Distriktverwaltung ist die 3073 m hoch gelegene Ortschaft Paico mit 329 Einwohnern (Stand 2017). Paico liegt 21 km ostsüdöstlich der Provinzhauptstadt Querobamba.

## Geographische Lage
Der Distrikt Paico liegt im Andenhochland im Osten der Provinz Sucre. Er hat eine Längsausdehnung in SSW-NNO-Richtung von 13,5 km sowie eine Breite von etwa 8,5 km. Der Río Chicha fließt entlang der östlichen Distriktgrenze nach Norden und entwässert das Areal.
Der Distrikt Paico grenzt im Westen und im Norden an den Distrikt San Salvador de Quije, im Nordosten an die Distrikte San Miguel de Chaccrampa und Huayana (beide in der Provinz Andahuaylas) sowie im Südosten an den Distrikt Santiago de Paucaray.

## Ortschaften
Neben dem Hauptort gibt es folgende größere Ortschaften im Distrikt:
- Ccarmencca
- Sihue